# Geschiedenis van Burundi

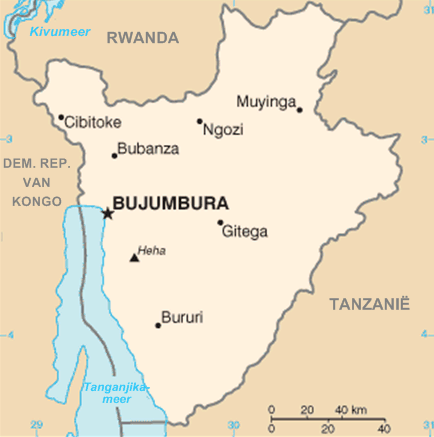
Kaart van Burundi

De geschiedenis van Burundi is het verhaal van het gebied van het huidige Burundi, een land in Afrika. Burundi is, net zoals Rwanda, een van de weinige landen in Afrika die territoriaal een directe voortzetting is van het prekoloniale verleden. In de laatste decennia wordt de geschiedenis van Burundi voornamelijk gekenmerkt door een interetnische politieke en militaire strijd tussen de Tutsi en de Hutu.

## Koninkrijk Burundi
De vroege geschiedenis van Burundi is bekend door een mix van mondelinge geschiedenis en archeologische bevindingen. Over het ontstaan van Burundi doen twee verhalen de ronde. Beide suggereren dat de natie werd gesticht door een man genaamd Cambarantama. Volgens de meest bekende legende was deze man Rwandees van origine. De andere legende, vooral bekend in prekoloniaal Burundi, verhaalde over Cambarantama als een man uit de zuidelijke staat Buha.
De eerste aanwijzingen van het bestaan van een Burundische staat zijn afkomstig uit de 16e eeuw. Burundi ontstond in de oosterse uitlopers van het huidige territorium. Van daaruit verspreidde de invloed van Burundi zich naar nabijgelegen gebieden, waarbij minder machtige buren werden geannexeerd en de competitie met Rwanda groter werd. De grootste groei vond plaats onder leiding van Ntare IV Rutaganzwa Rugamba die het land leidde van 1796 tot 1850. In deze periode verdubbelde Burundi in omvang.
Het Koninkrijk Burundi werd gekenmerkt door een sterk hiërarchische politieke autoriteit. De koning, die mwami werd genoemd, leidde een prinselijke aristocratie (ganwa) en bezat het merendeel van het land. Landbouwers en herders waren schatplichtig aan de mwami en om gebruik te mogen maken van diens land, betaalde men belastingen aan de koning. In het midden van de 18de eeuw consolideerden de Tutsi-leiders hun autoriteit over het land, de productie en de distributie van landbouwgoederen door het ontwikkelen van een op het westerse feodaliteit gelijkende relatie tussen leider en schatplichtige waarbij het gewone volk koninklijke bescherming genoot in ruil voor een gedeelte van de opbrengst. Deze ruilrelatie wordt de ubugabire genoemd.

### Contact met Europa (1856)
Europese ontdekkingsreizigers en missionarissen bezochten het gebied sinds 1856 en vergeleken de organisatie van het koninkrijk met dat van het oude Griekse keizerrijk Byzantium. Pas in 1899 werd Burundi onderdeel van Duits-Oost-Afrika. In tegenstelling tot de Rwandese monarchie, die de Duitse inmenging aanvaardde, ging de Burundese koning Mwezi IV Gibaso actief in tegen de Europese overheersing. Hij weigerde bijvoorbeeld om Europese klederdracht te dragen en bood weerstand aan Europese missionarissen.

### Duits-Oost-Afrika(1899-1916)
De Duitsers gebruikten geweld en slaagden erin om de koninklijke macht schade toe te brengen, maar ze konden diens macht niet vernietigen. Uiteindelijk steunden de Duitsers een schoonzoon van de koning, Maconco, in een opstand tegen Gisabo. Gisabo kon deze opstand niet het hoofd bieden en werd gedwongen om de eisen van Duitsland in te willigen. Vervolgens steunden de Duitsers Gisabo, nadat die een toestand van suzereiniteit aanvaardde, en onderdrukten ze gezamenlijk de opstand van Maconco. Kleinere koninkrijken langs de westkust van het Victoriameer werden ook bij Burundi aangehecht.
De buitenlandse aanwezigheid was echter minimaal, waardoor de koningen regeerden zoals vanouds. De Europeanen brachten echter dodelijke ziektes met zich mee die zowel het Burundese volk als hun veestapel schade toebrachten. Burundi werd buitengewoon zwaar getroffen door zulke ziektes. In 1904 was er sprake van een grote hongersnood, die gevolgd werd door kleinere hongersnoden in 1914, 1923 en 1944.

### Onder bewind vanBelgiëen deVN(1916-1962)
Tijdens de Eerste Wereldoorlog, in 1916, veroverden Belgen Burundi. In 1923 mandateerde de Volkerenbond, de voorloper van de huidige VN, België om het territorium van Ruanda-Urundi (dat het huidige Rwanda en Burundi omvatte) te bezetten. De westelijke koninkrijken werden echter niet in dit gebied opgenomen, zij werden aan het Britse Tanganyika toegewezen. De Belgen beheerden het gebied via een indirect bewind, gebaseerd op een door de Tutsi gedomineerde aristocratische hiërarchie. Ruandi-Urundi werd een Trustschap van de VN onder Belgische administratieve autoriteit, met als doel om het gebied voor te bereiden op onafhankelijkheid en implementatie van een meerderheidsdemocratie. Op 10 november 1959 startten de Belgen met een politieke hervorming, waarbij een systeem werd gelegaliseerd van politieke partijen die met elkaar in competitie gaan.
Op 20 januari 1959 vroeg de leider van Burundi, Mwami Mwambutsa IV, de onafhankelijkheid aan van België en een ontbinding van Ruanda-Urundi. In de daaropvolgende maanden debatteerden politieke partijen over het einde van de Belgische koloniale overheersing en over de scheiding tussen Rwanda en Burundi. De eerste en grootste van deze politieke partijen was het nationalistische UPRONA (Frans: Union pour le Progrès national). UPRONA was een multi-etnische partij geleid door Tutsi Louis Rwagasore, terwijl de Christelijke Democratische Partij (PDC) gesteund werd door België.
De eerste verkiezingen in Burundi vonden plaats op 8 september 1961. UPRONA kreeg de steun van 80 percent van de kiezers. In de nasleep van deze verkiezingen, op 13 oktober, werd de 29-jarige prins Rwagasore vermoord als meest voorname en bekende nationalist. Geschiedkundigen hebben reeds gespeculeerd over de rol van België in de dood van Rwagasore en de twee hoogste Belgische koloniale officieren in rang (Jean-Paul Harroy en Roberto Régnier) werden door de beschuldigde van de moord zelf (Jean Kageorgis) beiden beschuldigd van betrokkenheid bij de moord op Rwagasore. De dag na de executie van Kageorgis werd Burundi de onafhankelijkheid toegekend.

## Onafhankelijkheid (1962)

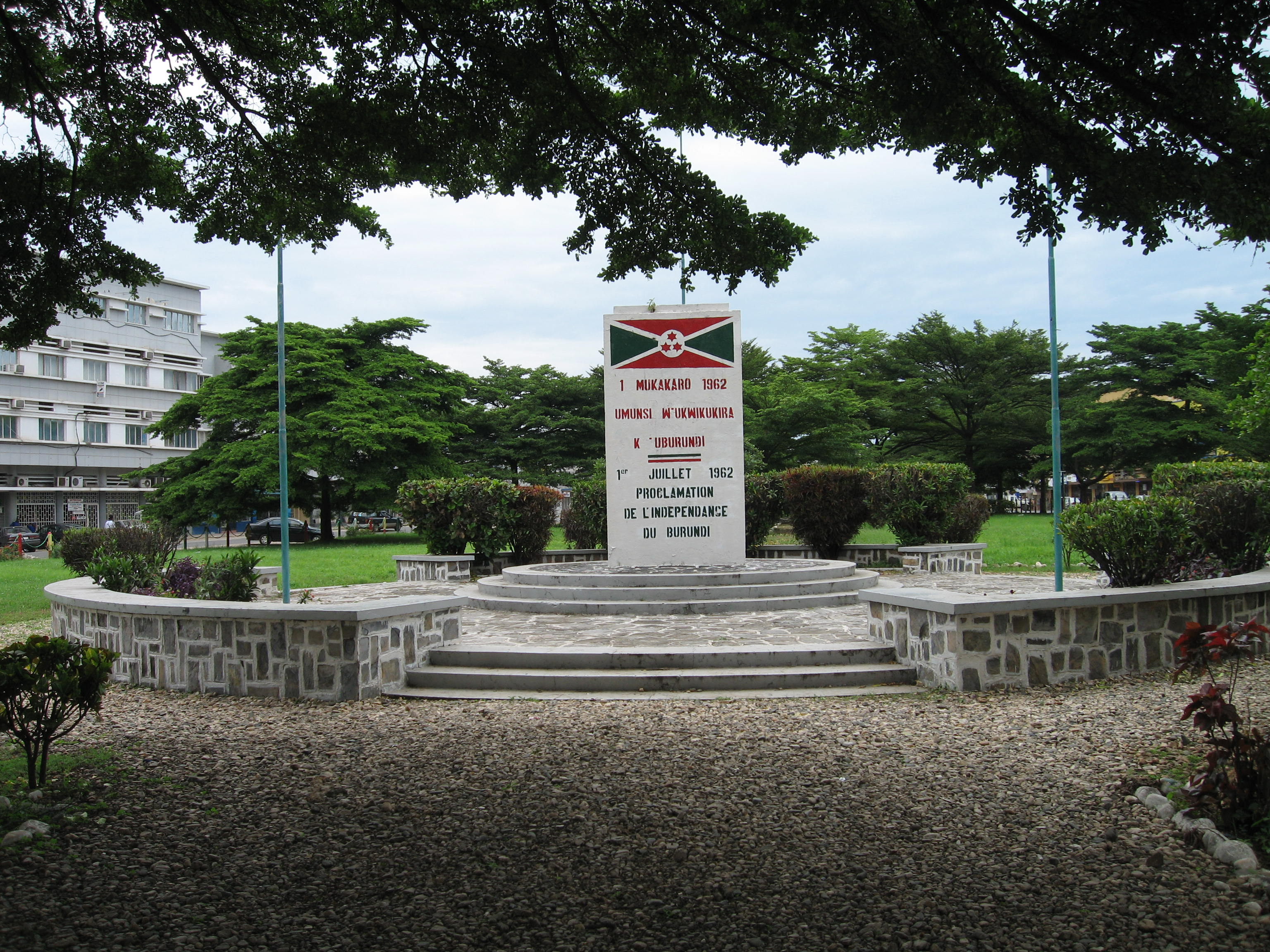
Een monument opgericht naar aanleiding van de onafhankelijkheid van Burundi

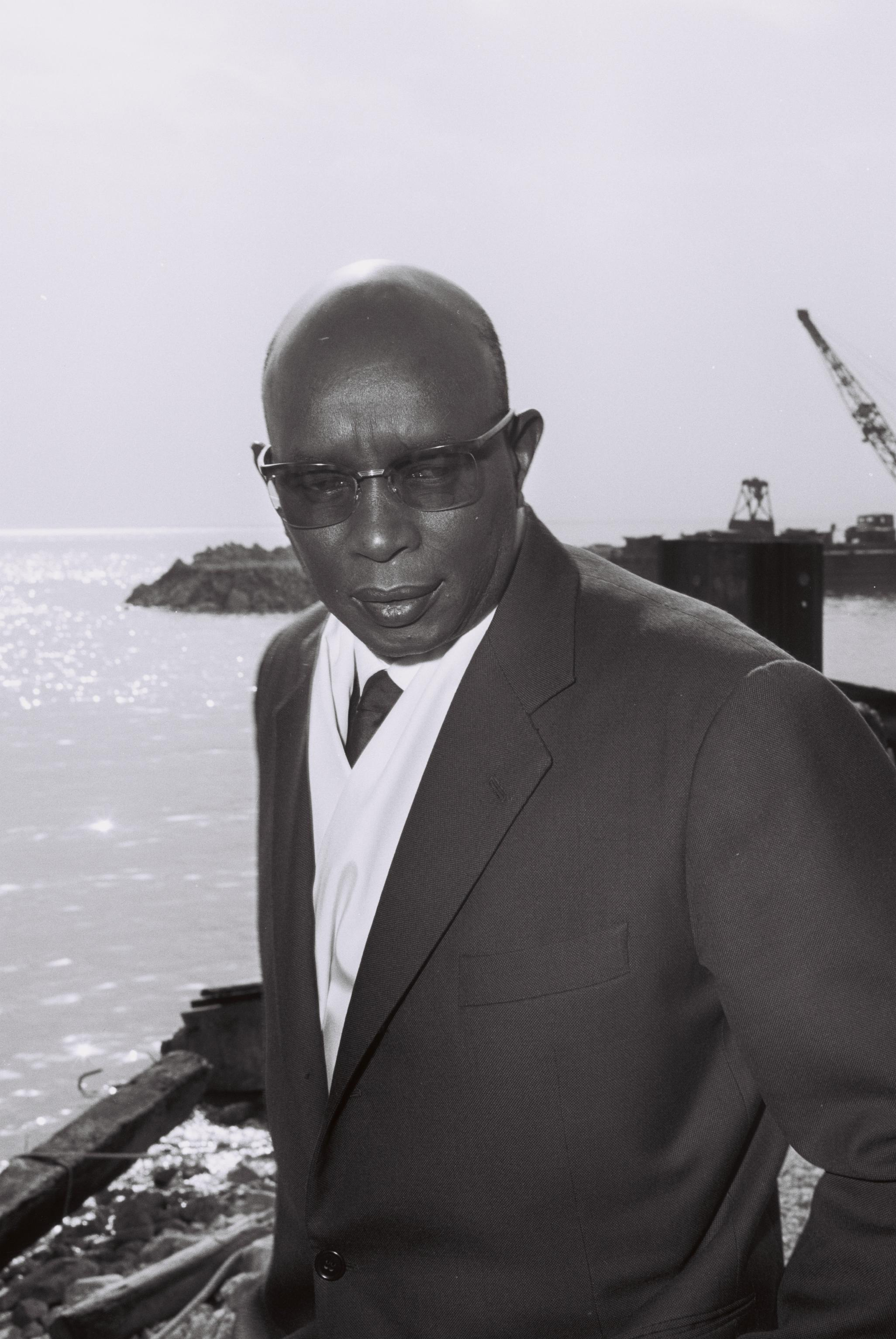
Staatshoofd Mwambutsa IV in 1962

De onafhankelijkheid van Burundi werd een feit op 1 juli 1962. Om de zwakke democratische instituties meer legitimiteit te bezorgen, streefde koning Mwambutsa IV Bangiriceng, een Tutsi, naar het in werking stellen van een constitutionele monarchie bestaande uit gelijke aantallen Hutu en Tutsi. De moord op eerste minister Pierre Ngendandumwe (15 januari 1965) zette een reeks van destabiliserende gebeurtenissen in gang, gekenmerkt door opstanden bij de Hutu en daaropvolgende repressie vanuit de overheid. De problematiek tussen de Tutsi en de Hutu waaide over vanuit Rwanda, waar tijdens de "Sociale Revolutie" (1959 - 1961) een massaslachting plaatsvond onder de Rwandese Tutsi, uitgevoerd door de nieuwe regering van Hutu Grégoire Kayibanda. De Burundese Tutsi trachtten te allen koste te vermijden dat hun een gelijkaardig lot beschoren was, waarna ze zoveel mogelijk van de nationale militaire en politionele macht in handen probeerden te krijgen. De grote machtsconcentratie bij de Tutsi verklaart waarom Burundi zich tijdens de Koude Oorlog voornamelijk affilieerde met China, in tegenstelling tot het op Amerika gerichte Rwanda.
De monarchie weigerde in 1965 om de winst van Hutu-kandidaten te erkennen tijdens de eerste verkiezingen die door Burundi als onafhankelijke natie werden georganiseerd. Als reactie daarop ondernam een groep Hutu op 18 oktober 1965 een mislukte staatsgreep om de bestaande monarchie omver te werpen. Dit resulteerde in represailles vanuit de kant van de Tutsi, waarna verscheidene Hutu-politici en -intellectuelen vermoord werden. Op 8 juli 1966 werd koning Mwambutsa IV onttroond door zijn zoon, prins Ntare V, die vervolgens onttroond werd door eerste minister Michel Micombero op 28 november 1966. Micombero schafte de monarchie af en riep de republiek uit. De facto was echter sprake van een militair regime en de onrust onder Burundese burgers hield aan doorheen de jaren 60. Micombero was de meest prominente persoon van de Hima, een subgroep van de Tutsi in Zuid-Burundi. Net zoals in 1965, leidden geruchten over een staatsgreep georganiseerd door de Hutu in 1969 tot het arresteren en doden van belangrijke politieke en militaire figuren.
In juni 1971 werd een sociaal sterk staande groep binnen de Tutsi uit Noord-Burundi, namelijk de Banyaruguru, beschuldigd van een samenzwering tegen de heersende Hima. Op 14 januari 1972 veroordeelde het militaire tribunaal vier Banyaruguruofficieren en vijf burgers ter dood, zeven mensen kregen levenslang. De angst van de Hima voor een opstand onder de Hutu of een door de Banyaruguru geleide staatsgreep, werd vergroot door de terugkeer van Ntare V uit verbanning. Ntare V kon als invloedrijk persoon immers mensen mobiliseren uit de Hutu-meerderheid.

### Genocide (1972)

Vlag van de republiek Martyazo

Op 29 april  was er een plotse uitbraak van geweld in het zuiden van het land, de thuisbasis van de Hima, waar uit Hutu bestaande bendes talloze gruwelijkheden begingen ten opzichte van Tutsi-burgers. Alle burgerlijke en militaire persoonlijkheden in de stad Bururi werden gedood en de opstandelingen veroverden wapenarsenalen in de steden Rumonge en Nyanza-Lac. Vervolgens trachtten ze elke Tutsi te doden, alsook Hutu die weigerden om deel te nemen aan de opstand. Uiteindelijk trokken de rebellen zich terug in Vyanda, bij Bururi, waarna ze de republiek Martyazo uitriepen. Een week later gaf president Micombero het bevel aan overheidstroepen om de net uitgeroepen republiek binnen te vallen en op 30 mei kondigde hij een staat van beleg aan. Hij vroeg de Zaïrische president Mobutu Sese Seko om hulp. Congolese paratroopers werden ingezet om de luchthaven te beveiligen terwijl het Burundese leger het platteland innam. Afrikanist René Lemarchand stelt dat wat daarna volgde, niet zozeer een repressie was maar een "afgrijselijke slachting van Hutu-burgers. Het bloedbad ging onafgebroken verder in augustus. Toen was vrijwel elke Hutu met een opleiding, zelfs middelbare scholieren, dood of op de vlucht". De afgezette koning Ntare V werd als een van de eersten gedood. In deze genocide richtte men vooral het vizier op (veelal mannelijke) hogeropgeleiden en studenten.
Als president pleitte Micombero voor Afrikaans socialisme, waarbij hij gesteund werd door de Volksrepubliek China. Hij legde een sterk regime op van law and order waarbij mogelijk opkomend Hutu-militarisme meteen werd onderdrukt.
In de genocide die plaatsvond van eind april tot september 1972, werden naar schatting tussen de 200.000 en de 300.000 Hutu gedood. De volkerenmoord zorgde ook voor ongeveer 300.000 vluchtelingen, van wie het merendeel naar Tanzania vluchtte. In een poging om sympathie op te wekken bij de Verenigde Staten, beweerde de door Tutsi gedomineerde overheid dat de Hutu-rebellen banden hadden met communisten, hoewel er geen bewijs is dat dit daadwerkelijk het geval was. De genocide was vanuit het opzicht van de Tutsi op meerdere vlakken een succes. Zo werd niet alleen de opstand de kop ingedrukt, maar kon men ook een monopolie verkrijgen op het beheersen van de politie en het leger, was de Hutu-elite (en de opvolging daarvan) nagenoeg volledig geëlimineerd, werd een eventuele terugkeer naar de monarchie gestopt door het vermoorden van Ntare V en kon een door de Hima gedomineerde staat meer legitimiteit genereren als "beschermer van de staat". Al deze factoren maakten een stabiele Tutsi-staat mogelijk op lange termijn.

### Post-genocidale ontwikkelingen
In 1976 nam kolonel Jean Baptiste Bagaza de macht over in een coup d'état zonder bloedvergieten. Hoewel Bagaza een door de Tutsi geleid militair regime hanteerde, moedigde hij wel electorale en territoriale hervormingen en nationale verzoening aan. In 1981 werd een nieuwe grondwet afgekondigd. In 1984 werd Bagaza verkozen als staatshoofd als enige potentiële kandidaat. Na zijn aanwijzing als staatshoofd respecteerde Bagaza de mensenrechten niet langer aangezien hij religieuze activiteiten onderdrukte en politieke oppositieleden opsloot. Drie jaar later, in 1987, nam majoor Pierre Buyoya kolonel Bagaza in een militaire staatsgreep. Hij ontbond de bestaande oppositiepartijen, verklaarde de grondwet van 1981 nietig en installeerde de CSMN (Militaire Commissie voor Nationale Verlossing). Gedurende 1988 vergrootte de spanning tussen de heersende Tutsi en de onderdrukte Hutu, hetgeen uitmondde in confrontaties tussen het leger, de Hutu-oppositie en extremisten aan de zijde van de Tutsi. In deze periode werden naar schatting 150.000 mensen gedood en vluchtten tienduizenden Burundezen naar nabijgelegen landen. Buyoya stelde een commissie in die de oorzaken moest blootleggen van de onrust in 1988, deze commissie werd ook belast met het onderzoeken van mogelijke democratische hervormingen.
In 1991 keurde Buyoya een grondwet goed die voorzag in een president, een niet-etnisch samengestelde overheid en een parlement. In 1993 werd de eerste Hutu-president van Burundi verkozen, namelijk Melchior Ndadaye, lid van de door Hutu gedomineerde FRODEBU-partij (Front voor Democratie in Burundi, Frans: Front pour la Démocratie au Burundi).

## Genocide (1993) en burgeroorlog (1993-2005)
Ndadaye werd drie maanden later vermoord in oktober 1993 door Tutsi-extremisten uit het leger. De toestand van het land verslechterde in een snel tempo toen Hutu-landbouwers in opstand kwamen en Tutsi vermoorden. Als brutale vergelding dreef het Tutsi-leger duizenden Hutu samen om hen te doden. De Rwandese Genocide in 1994 ontlokte de dood van de opvolger van Ndadaye, Cyprien Ntaryamira, hetgeen het conflict in Burundi verergerde.
Daarna volgde er een decennium van burgeroorlog, waarbij Hutu-milities werden gevormd in vluchtelingenkampen in Noord-Tanzania. In deze strijd kwamen naar schatting 300.000 mensen om en werden 550.000 mensen (9% van de populatie) ontheemd. Na de moord op Ntaryamira opereerden het Hutu-presidentschap en het Tutsi-leger via een politiek systeem waarbij de macht gedeeld werd tot juli 1996. Daarna nam Tutsi Pierre Buyoya de macht via een militaire coup. Onder internationale druk onderhandelden de partijen met elkaar, waarna men in 2000 tot een vredesverdrag kwam in Arusha. De bedoeling was om een etnisch gebalanceerd leger op te richten, met een multi-etnische overheid en democratische verkiezingen.
Twee machtige Hutu-rebellengroepen, de CNDD-FDD (Nationale Raad voor de Verdediging van de Democratie-Strijdkrachten voor de verdediging van de democratie, Frans: Conseil national pour la défense de la démocratie-Forces pour la défense de la démocratie) en de FNL, weigerden echter om het vredesverdrag te tekenen, waardoor de gevechten aanhielden op het platteland. In november 2003 was de CNDD-FDD uiteindelijk ook bereid om een vredesverdrag te tekenen en vormden ze zich om tot een politieke partij. De laatste overblijvende rebellengroep, de FNL, weigerde deel te nemen aan het vredesproces en ondernam sporadisch geweldsdaden in 2003 en 2004. Ook zij tekenden in 2006 uiteindelijk een staakt-het-vuren.

## Naoorlogs Burundi (2005-heden)

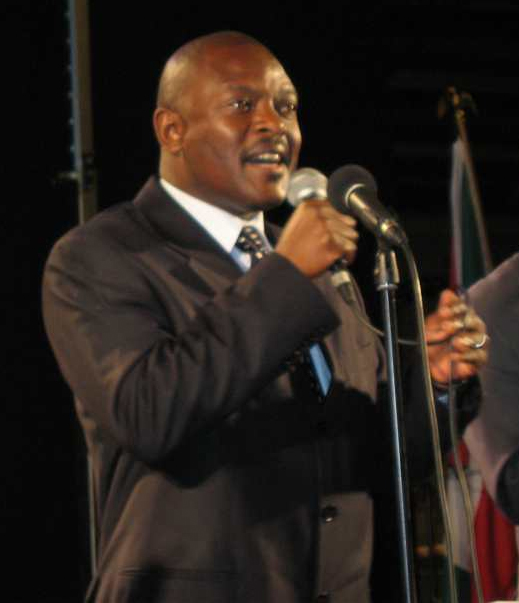
President Pierre Nkurunziza, sprekend in een Noors winkelcentrum (2006)

Voormalig president Domitien Ndayizeye en diens politieke achterban werden in 2006 beschuldigd van het voorbereiden van een coup, later werd hij echter vrijgesproken door het Hooggerechtshof. De International Crisis Group waarschuwde in december 2006 dat de overheid van Burundi het steeds minder nauw nam met de mensenrechten. De organisatie maakte verslag van de overheid die critici arresteerde, de persvrijheid beknotte, actieve schendingen van de mensenrechten beging en haar greep op de economie versterkte. Diezelfde organisatie stelde tevens dat indien deze autoritaire koers niet gekeerd werd, er opnieuw geweld zou zijn waarbij de verworvenheden van het vredesproces teniet werden gedaan.
In februari 2007 staakte de VN officieel zijn peacekeepingoperaties in Burundi, prioritair was nu het heropbouwen van de nationale economie die sterk steunt op thee en koffie. De economie werd zwaar verzwakt ten gevolge van de 12 jaar durende burgeroorlog. De VN heeft 5.600 peacekeepers ingezet sinds 2004, verscheidene honderden troepen bleven om samen te werken met de Afrikaanse Unie in een poging het staakt-het-vuren te behouden. De VN heeft ook 35 miljoen Amerikaanse dollar gedoneerd aan Burundi om te werken aan de infrastructuur, om democratische bevorderingen te ontwikkelen, om het leger te heropbouwen en om de mensenrechten te verdedigen.
Een bijkomende problematiek die de heropbouw van de Burundese economie bemoeilijkt, is de grote prevalentie van aids. Steekproeven tonen aan dat 20% van de urbane populatie positief test op hiv, op het platteland is dit 6%. Ngo's zoals SOS Children zijn actief in Burundi, in een poging de verspreiding van aids tegen te gaan door te testen op aids, om de bevolking in te lichten over de gevolgen van aids, door anticonceptiemiddelen te verspreiden en door het gebruik van zulke middelen te destigmatiseren. De VN schat dat er in 2001 25.000 doden vielen. Oxfam maakte in 2003 een nieuwe schatting, en kwam in dat jaar uit op 45.000 doden.
Het bereiken van een stabiel akkoord om de macht tussen Tutsi en Hutu te verdelen, is moeilijk. In 2005 keurden de Burundezen via een referendum een post-transitionele grondwet goed, waardoor verkiezingen plaatsvonden doorheen de zomer van 2005. Op 19 augustus 2005 werd Pierre Nkurunziza de eerste post-transitionele president. In 2010 werd hij herverkozen met meer dan 91% van de stemmen. In 2015 werd bekend dat Nkurunziza een derde termijn nastreefde. De oppositie stelde dat dit een schending van de grondwet was, die grondwet stelt immers expliciet dat een president maximaal twee termijnen in ambt kan zijn. De achterban van Nkurunziza stelt dat de eerste termijn echter niet meetelt, aangezien hij werd aangewezen door het parlement en niet direct door het volk. Op 26 april clasht de politie met demonstranten die tegen een derde termijn van Nkurunziza ageren. Ten minste zes mensen worden gedood in de twee eerste dagen van het aanhoudende protest. De overheid sloot verscheidene radiostations en arresteerde de prominente volksfiguur Pierre-Claver Mbonimpa. In een statement van Secretaris-Generaal van de VN Ban Ki-Moon, bleek dat de VN een speciaal konvooi naar de regio stuurde om te praten met Nkurunziza. Het hoofd van de Commissie van de Afrikaanse Unie, Nkosazana Dlamini-Zuma, stelde dat ze de beslissing van de Senaat van Burundi toejuichte om het Grondwettelijk Hof te vragen of Nkurunziza zich herverkiesbaar kan stellen voor een derde termijn. Meer dan 24.000 mensen vluchtten weg uit Burundi in april, naar aanleiding van toenemende spanningen voor de presidentiële verkiezingen in juni.
Op 13 mei 2015 verklaarde generaal Godefroid Niyombare, voormalig hoofd van de Burundese veiligheidsdienst, op de radio dat hij een staatsgreep ondernam. Dit gebeurde toen Nkurunziza in Tanzania was met andere Afrikaanse leiders. Niyombareh werd eerder ontslagen door de president in februari. Hoewel er geweerschoten werden gerapporteerd en er mensen feestvierden in de straten van de hoofdstad, maakte de overheid duidelijk dat de bedreiging was afgewend en dat men de controle kon behouden. Oppositiepartijen kondigden op 26 juni aan dat ze deze verkiezingen zouden boycotten.
Op een Keniaans televisiestation riep generaal Leonard Ngendakumana op tot een gewapende opstand tegen Nkurunziza. De generaal deelde mee dat zijn groep verantwoordelijk was voor granaataanvallen en dat het zijn bedoeling was om het conflict te intensifiëren. Op 10 en 11 juli werden gevechten gerapporteerd in Noord-Burundi. Het leger maakte op 13 juli bekend dat er 31 rebellen werden gedood en 170 krijgsgevangenen waren genomen.
Na de verkiezingen, zonder deelname van de oppositie, stelde oppositieleider Agathon Rwasa de formatie voor van een nationale eenheidsregering. Rwasa waarschuwde tevens voor meer geweld en een gewapende opstand tegen Nkurunziza. Als voorwaarde voor het vormen van zo'n regering stelde Rwasa dat de derde termijn van Nkurunziza zich diende te beperken tot één jaar waarna nieuwe verkiezingen zouden georganiseerd moeten worden. Rwasa stelde dat het verdrijven van Nkurunziza via het voeren van een dialoog diende te gebeuren en niet via geweld. De overheid verwelkomde het idee van het vormen van een nationale eenheidsregering maar verwierp het idee om de termijn van Nkurunziza in te perken tot 1 jaar. Op 24 juli 2015 werd de uitslag van de presidentiële verkiezingen bekendgemaakt. Nkurunziza won de verkiezingen met 69,41% van de stemmen. Agathon Rwasa werd tweede met 18,99% van de stemmen, ondanks zijn oproep tot het boycotten van de verkiezingen.
Geschiedenis van:
Algerije · Angola · Benin · Botswana · Burkina Faso · Burundi · Centraal-Afrikaanse Republiek · Comoren · Congo-Brazzaville · Congo-Kinshasa · Djibouti · Egypte · Equatoriaal-Guinea · Eritrea · Ethiopië · Gabon · Gambia · Ghana · Guinee-Bissau · Guinee-Conakry · Ivoorkust · Kaapverdië · Kameroen · Kenia · Lesotho · Liberia · Libië · Madagaskar · Malawi · Mali · Marokko · Mauritanië · Mauritius · Mozambique · Namibië · Niger · Nigeria · Oeganda · Rwanda · Sao Tomé en Principe · Senegal · Seychellen · Sierra Leone · Soedan · Somalië · Somaliland · Swaziland · Tanzania · Togo · Tsjaad · Tunesië · Westelijke Sahara · Zambia · Zimbabwe · Zuid-Afrika · Zuid-Soedan
Noord-Afrika · West-Afrika